# Castagneto Carducci
Castagneto Carducci – miejscowość i gmina we Włoszech, w regionie Toskania, w prowincji Livorno.
Według danych na rok 2004 gminę zamieszkiwały 8204 osoby, 57,8 os./km².